# Bruno Paul
Bruno Paul (Seifhennersdorf, 19 de enero de 1874-Berlín Occidental, 17 de agosto de 1968) fue un pintor, arquitecto, decorador de interiores y diseñador de muebles alemán. 

## Biografía
Estudió en la Escuela Superior de Bellas Artes de Dresde y en la Academia de Bellas Artes de Múnich (1886-1894). En 1897 fundó en Múnich con Hermann Obrist, Richard Riemerschmid y Bernhard Pankok la empresa Münchner Vereinigte Werkstätten für Kunst im Handwerk (Unión de Talleres de Arte y Artesanía), con el objetivo de poner en marcha una empresa de mobiliario de diseño basada en una estrecha relación entre artesanos, arquitectos y diseñadores, sentando un precedente para el diseño industrial del siglo XX. También participó como diseñador en la empresa Deutsche Werkstätten, fundada en 1898 por Karl Schmidt-Hellerau en Dresde con unos objetivos similares a la anterior. Para ambas empresas Paul diseñó unos muebles de líneas sencillas y funcionales, de formas predominantemente rectas aunque con algunas reminiscencias de las curvas típicas del Art Nouveau. Esta línea de mobiliario, denominada Typenmöbel, estaba pensada exclusivamente para la fabricación industrial.
Desde 1907 participó también en la Deutscher Werkbund (Federación Alemana del Trabajo), un movimiento arquitectónico relacionado con el expresionismo fundado en Múnich ese año por Hermann Muthesius, Friedrich Naumann y Karl Schmidt. Su objetivo era la integración de arquitectura, industria y artesanía a través del trabajo profesional, la educación y la publicidad, así como introducir el diseño arquitectónico en la modernidad y conferirle un carácter industrial. Las principales características del movimiento fueron el uso de nuevos materiales como el vidrio y el acero, la importancia del diseño industrial y el funcionalismo decorativo.
Trabajó como ilustrador gráfico en la revista Simplicissimus y fue colaborador de la revista Jugend, divulgadora del modernismo alemán (Jugendstil). Fue director de la Escuela de Artes y Oficios (Kunstgewerbeschule) de Berlín desde 1907 y, entre 1924 y 1933, de las Escuelas Estatales de Artes Libres y Aplicadas (Vereinigte Staatschulen für freie und angewandte Kunst) de la misma ciudad, puestos desde los que ejerció una notable influencia sobre el diseño industrial alemán.
En el ámbito arquitectónico evolucionó desde el Jugendstil hasta el movimiento moderno, y se adhirió al Neues Bauen, la arquitectura de vanguardia aparecida tras la Primera Guerra Mundial. Sus primeras obras fueron villas para la burguesía, como la Haus Westend de Berlín (1907), donde inicia una etapa de cierto neoclasicismo funcionalista que desemboca en el Museo de Berlín-Dahlem (1914-1921). En 1925 proyectó la casa 1018 en Berlín, un edificio de madera realizado con elementos prefabricados. En 1930 construyó el edificio de oficinas Kathrein en Berlín, el primer edificio de esta ciudad de gran altura, edificado sobre un esqueleto metálico. En la misma línea construyó el bloque de oficinas Disch en Colonia (1929-1930).
En 1933 los nazis le prohibieron ejercer la enseñanza y, durante el III Reich, vivió en Wiesenburg dedicado a la decoración de interiores. Desde 1945 siguió con sus proyectos de construcción y de diseño industrial, quizá con menos inspiración que antes de la guerra.

## Galería

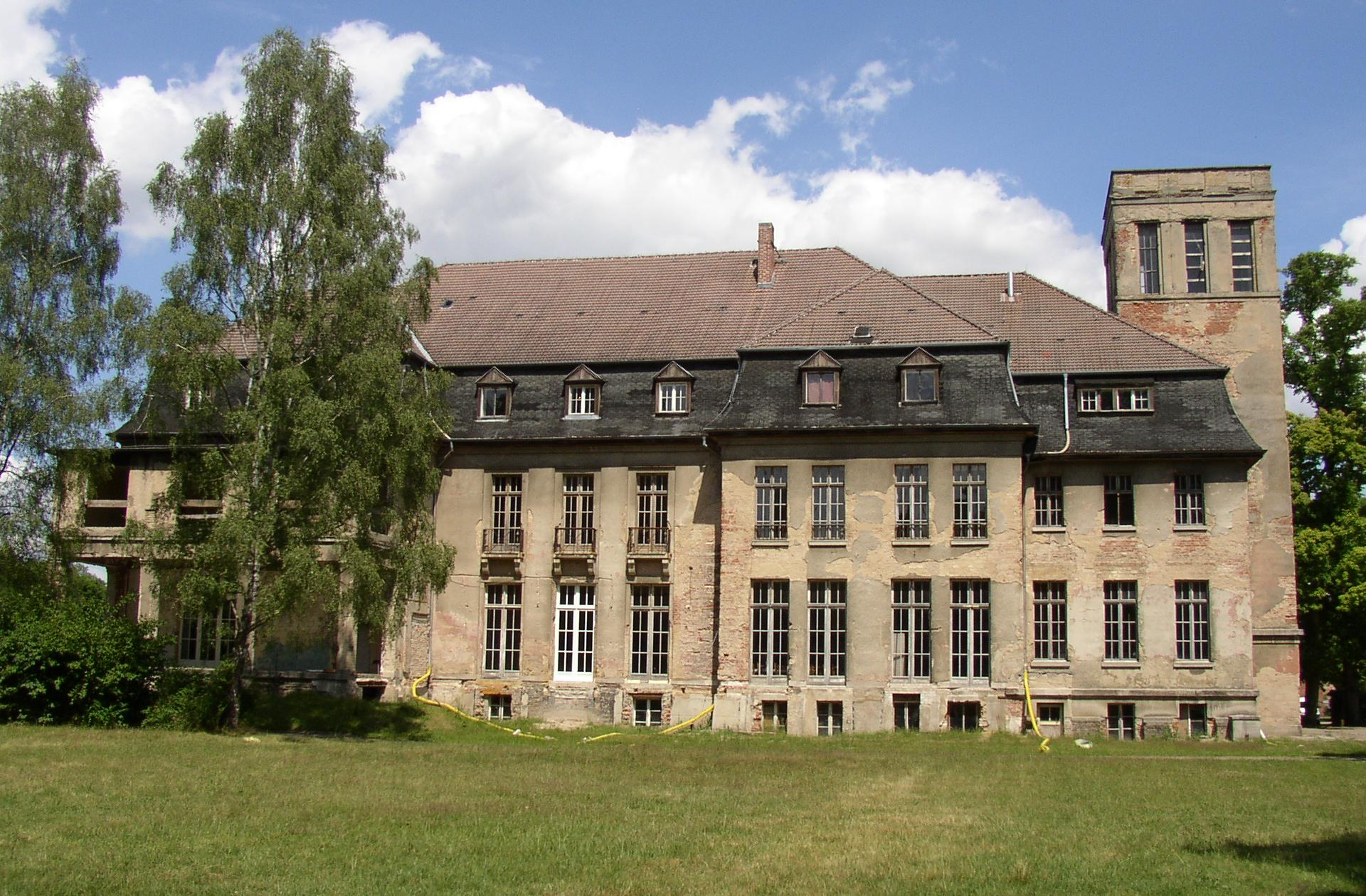
Palacio Börnicke (1909), Bernau bei Berlin
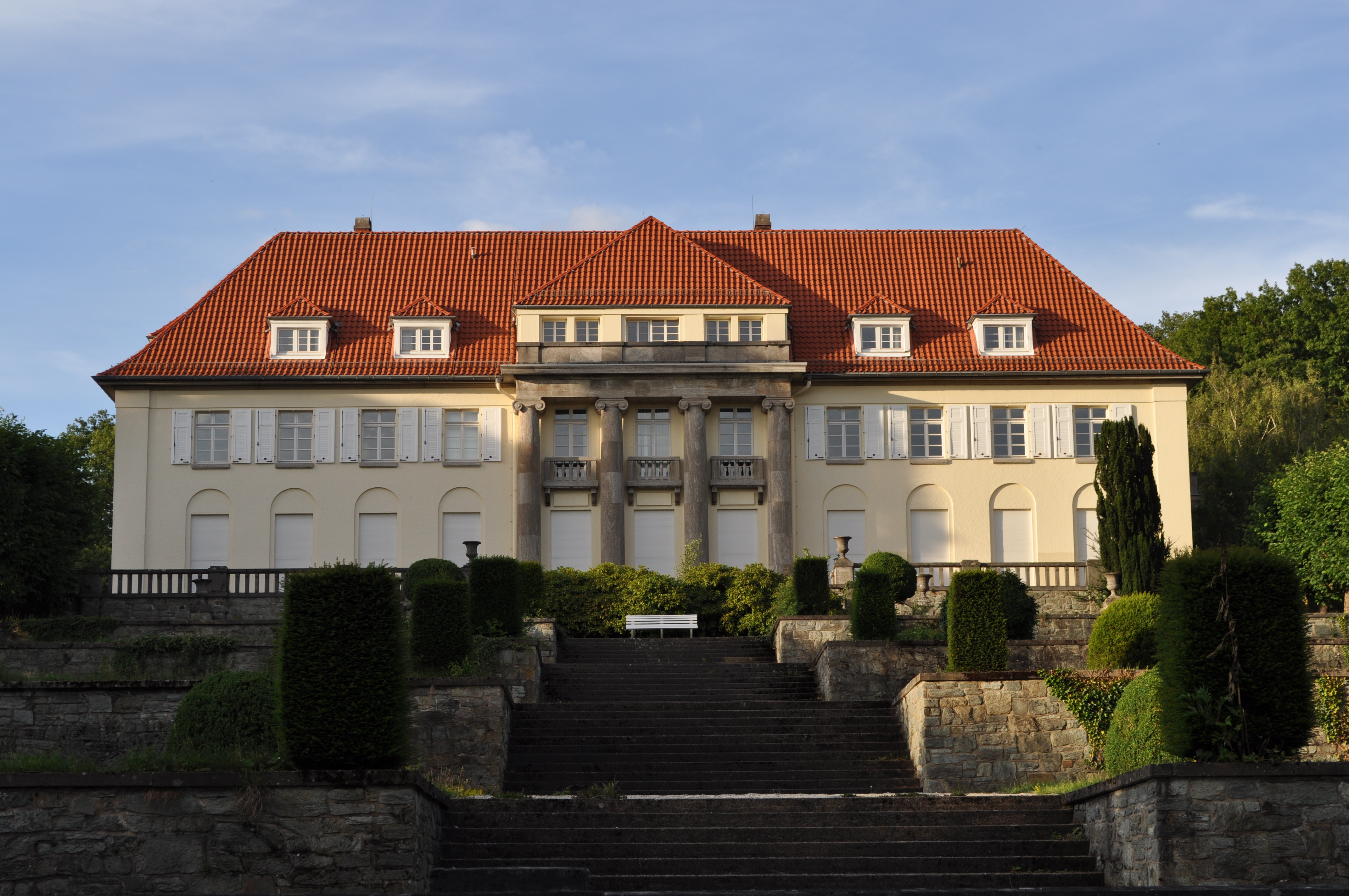
Villa Gans (1910), Königstein im Taunus
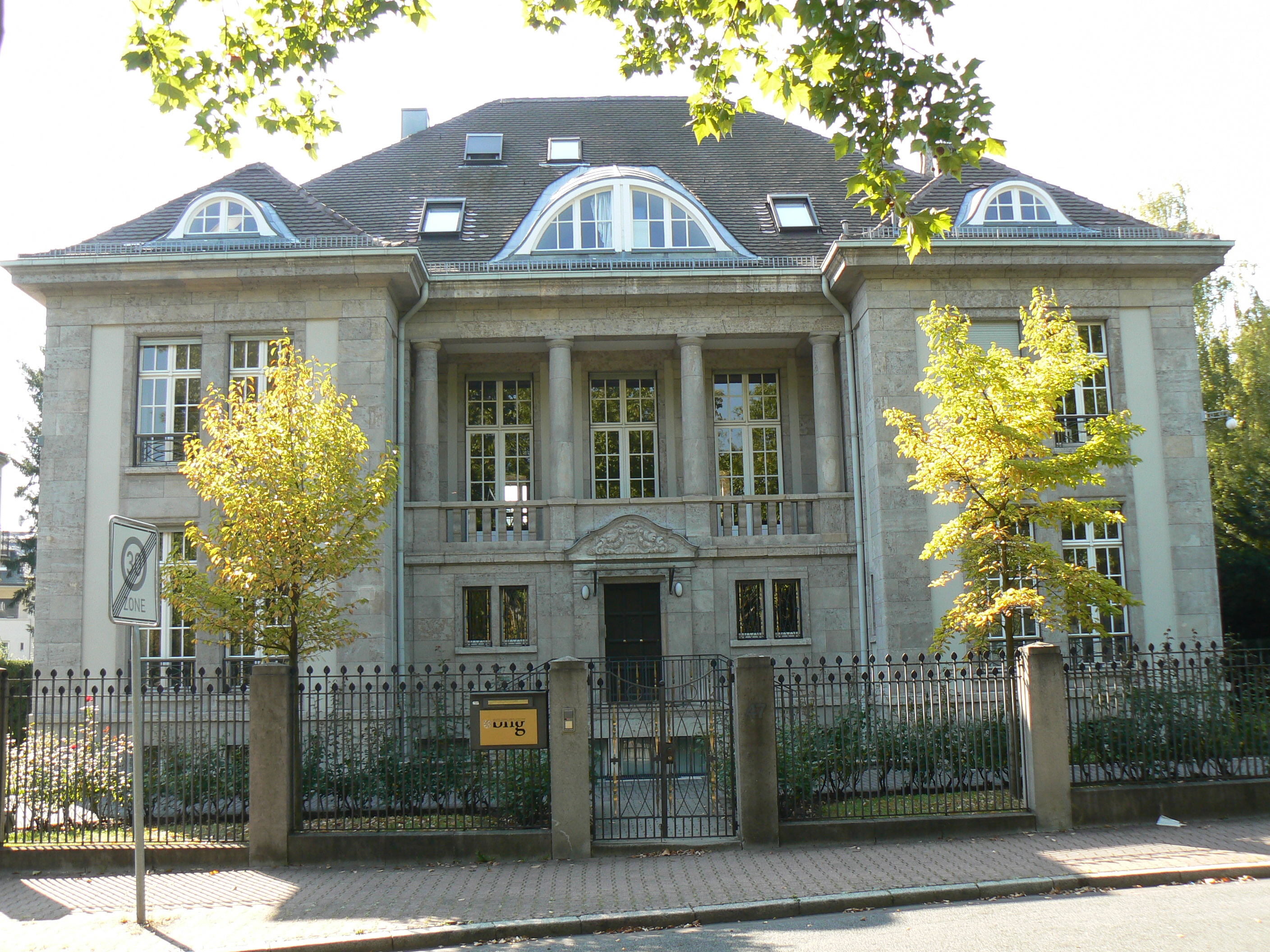
Villa Herxheimer (1910–1911), Frankfurt am Main
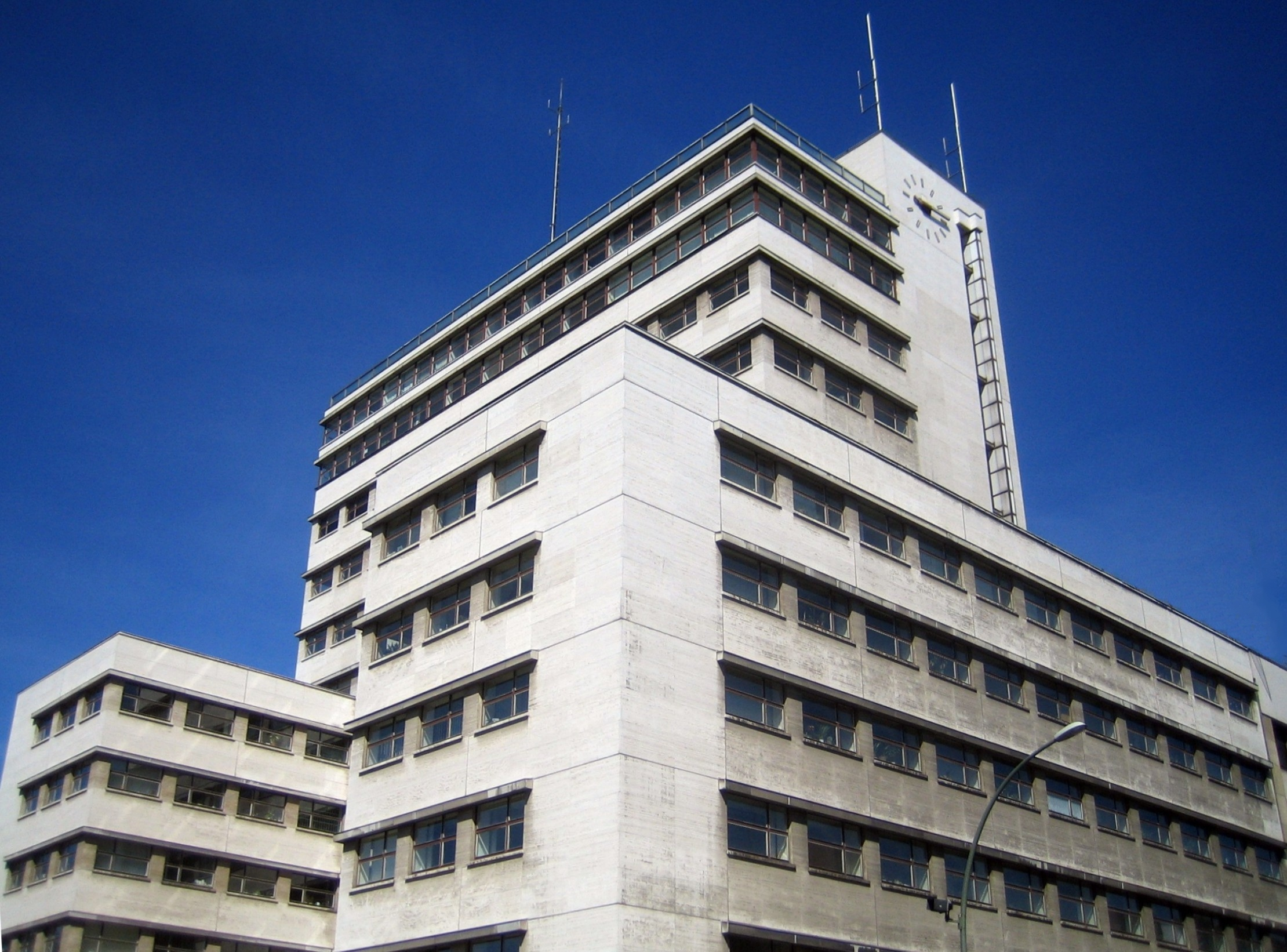
Kathreiner-Hochhaus (1929-1930), Berlín
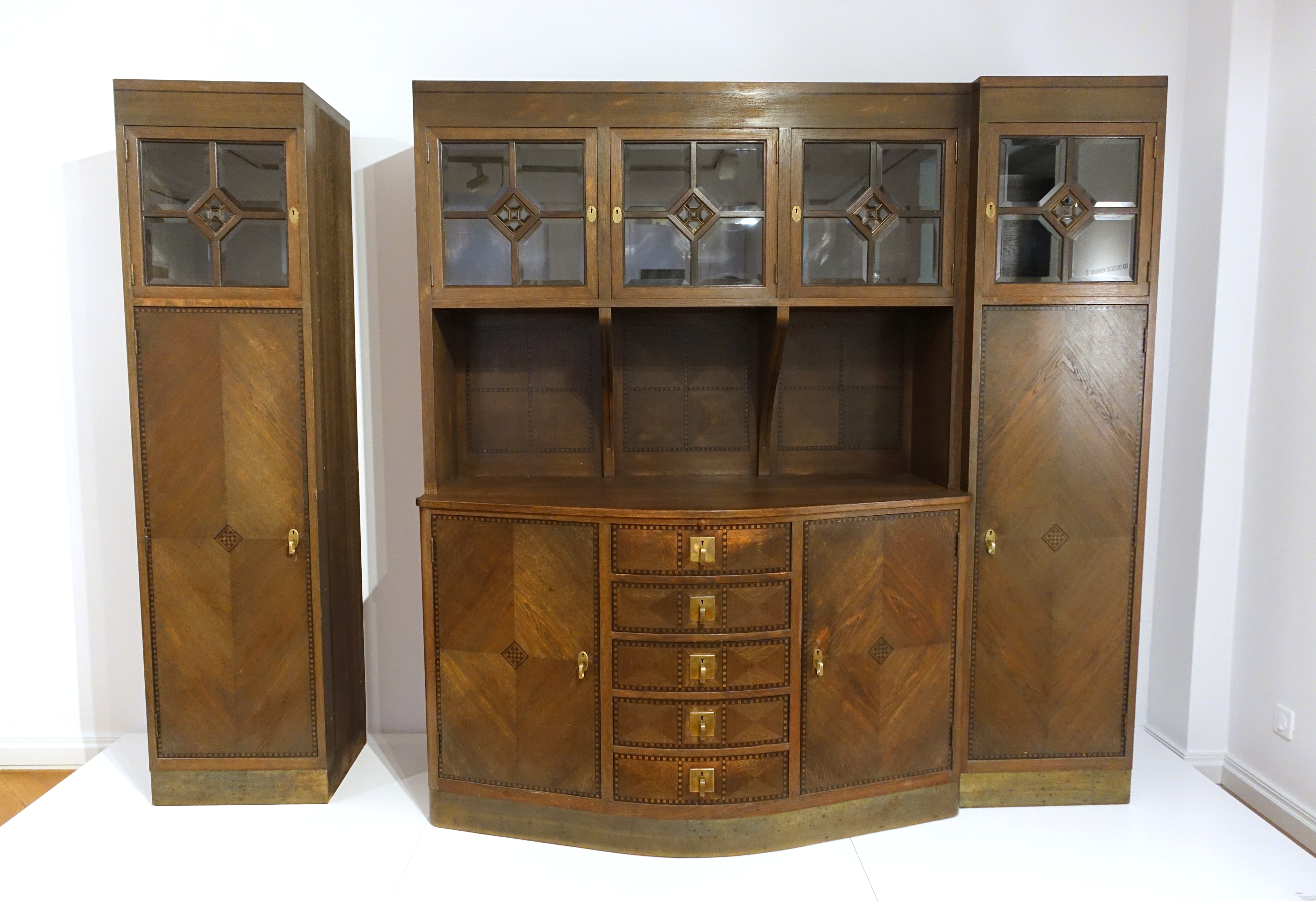
Bufete (1906-1907), roble, latón y vidrio, Bröhan Museum, Berlín
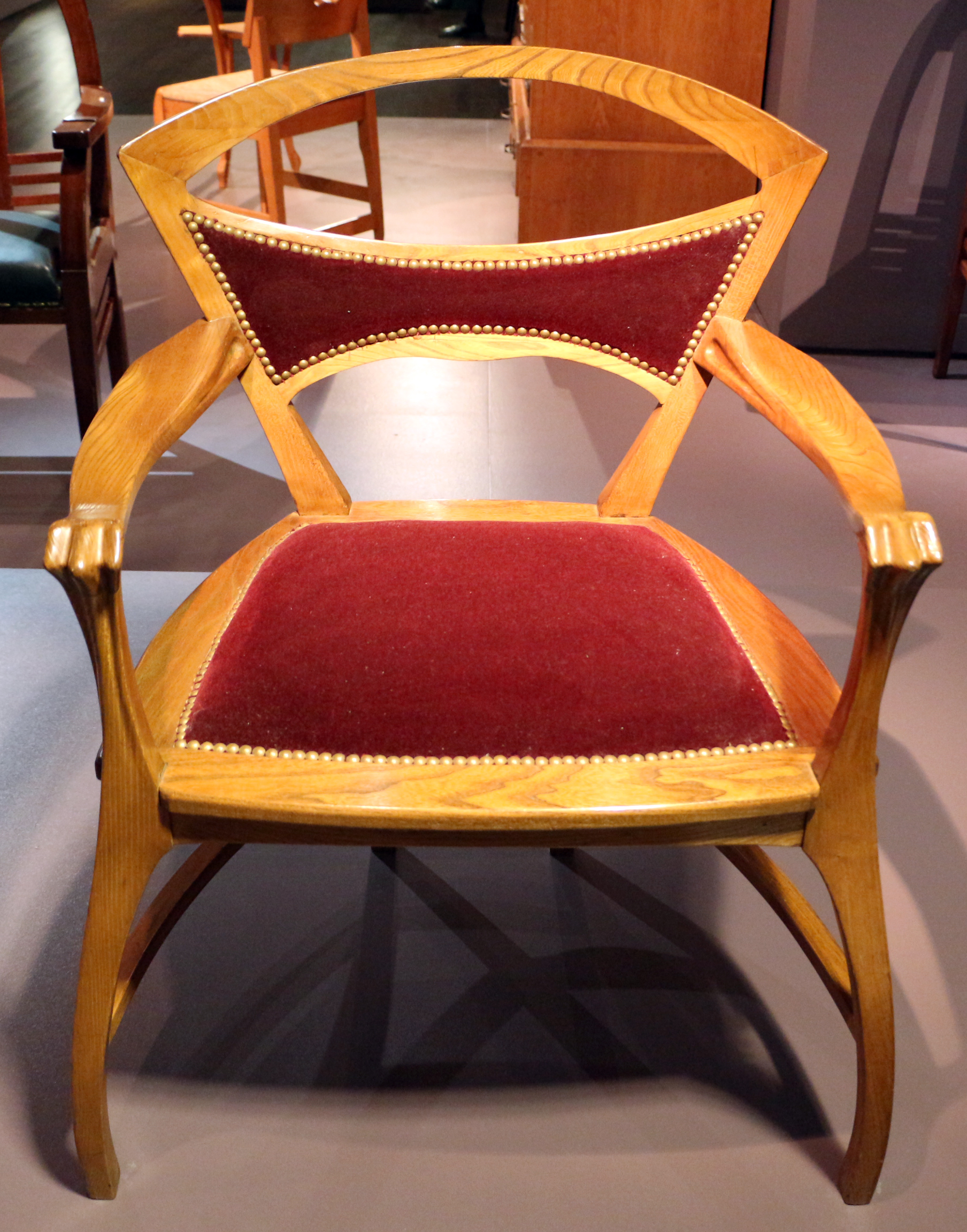
Silla (1900), Musée d'Orsay, París